# حيز خلف الثدي
الحيز خلف الثدي (بالإنجليزية: Retromammary space)‏ هو حيز خلف الثدي مليء بنسيج هالي رَخو يَفصل الثدي عن العضلات الموجودة أسفله (العضلة الصدرية الكبيرة، وَالعضلة المنشارية الأمامية، وَالعضلة المائلة الخارجية)، ويتواجد هذا الحَيز سَطحياً بالنسبة للفافة العَميقة.
غالباً ما يُعتبر الحيز خلف الثدي المَوقع المُناسب لعملية زراعة الثدي، وذلك لموقعه البعيد عن الأعصاب وعن الهياكل التي تدعم الثَدي.